# ЛВК-Винпром Търговище
ЛВК-Винпром Търговище — предприятие пищевой промышленности в городе Тырговиште.
Входит в число крупнейших производителей и экспортеров вина в Болгарии.

## История
Винодельческий завод был создан в 1947 году в результате объединения нескольких мелких винодельческих предприятий.
В 1976 году винзавод был реорганизован в винодельческий комплекс.
17 марта 1994 года государственное предприятие было преобразовано в общество с ограниченной ответственностью "ЛВК – Търговище" ЕООД, затем переименовано в "ЛВК – Винпром" ЕООД и в дальнейшем реорганизовано в акционерное общество.
В 2006 году торговый оборот предприятия составлял 25 млн левов, 20% продукции продавалось на экспорт (в страны Европы и Россию, США и другие страны мира, включая Вьетнам и Коста-Рику).

## Современное состояние
Предприятие производит белые и красные вина, а также крепкие спиртные напитки. Производственные мощности обеспечивают возможность переработки 20 000 тонн винограда в год, имеется четыре производственные линии по разливу вина общей мощностью 10 000 бутылок в час, а также участок по разливу вина в упаковки "PET-pack" ёмкостью 1, 2 и 3 литра.
Основной продукцией являются вина сортов Ркацители, Мускат Оттонель, Траминер, Рислинг, Совиньон-блан, Каберне Совиньон и Мерло.